# ناتانائیل
ناتانائیل یا بَرتولُما یا بَرتولُمِو یا بارتولومه (در برخی انجیل‌های فارسی: نتنائیل یا لاتین: Bartholomaeus یا یونانی: Βαρθολομαῖος) یکی از دوازده حواری مسیح بود که بخاطرِ هواداری از عیسی مسیح، زنده زنده پوستش کنده و واژگون به صلیب کشیده شد.

## برتولما در انجیل‌های هم‌نوا
نام وی در سه انجیل از اناجیل اربعه (انجیل‌های هم‌نوا: انجیل متی، انجیل مرقس و انجیل لوقا و همچنین به‌عنوانِ یکی از شاهدانِ عروج عیسی) آمده است. طبق سنت مسیحی وهمچنین نظر اکثریت مورّخان، برتولما همان «ناتانائیل» مذکور در انجیل یوحنا می‌باشد.

## مصلوب شدن
وی به خاطر امتناع کردن از پرستش خدایانِ دیگر، زنده‌زنده پوست‌کنده و سر و ته به صلیب کشیده شد. این گونه شکنجه باعث شد وی را به عنوان قدیس حامی دباغان برگزینند.

## برتولُما در هنر و ادبیات

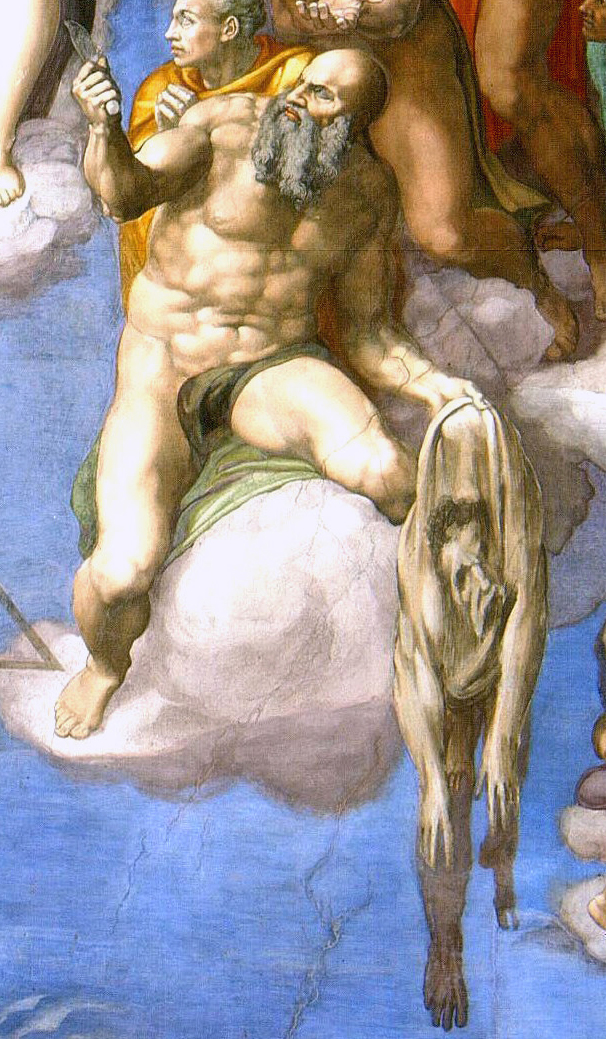
سن بارتولومه در حالی‌که پوستِ کنده‌شدهٔ خود را در دست دارد، در روز قضاوت نهایی آن را به عیسی مسیح نشان می‌دهد.

### میکل آنژ
میکل آنژ در نقاشیِ فرسکوی داوری واپسین، قدیس بارتولومه (سن بارتولومه) را در حالی‌که پوست کنده‌شدهٔ خود را در دست دارد، نشان داده است. به عقیدهٔ بسیاری از متخصصان، میکل آنژ چهرهٔ خود را در این طرح نقش زده است.

### فرانسیس بیکن
هم‌چنین در داستانِ آرمان شهرِ فرانسیس بیکن نیز از وی نام برده شده است.

## نگارخانه

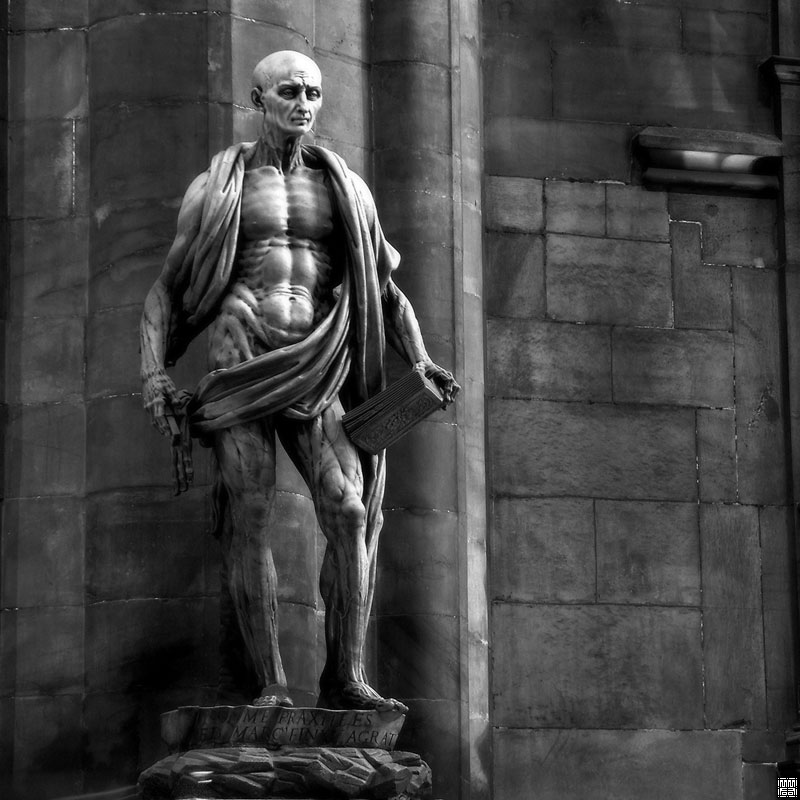
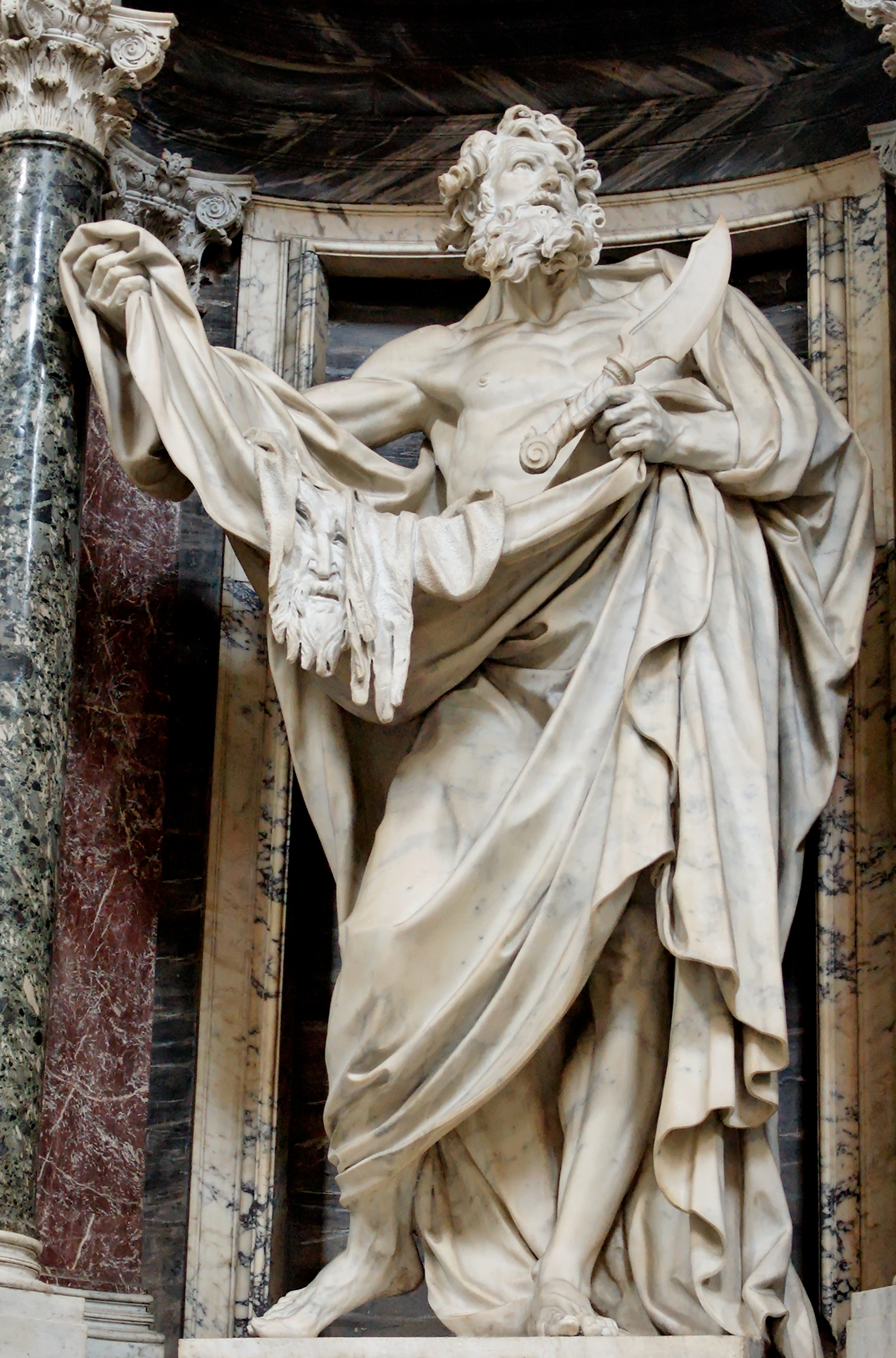
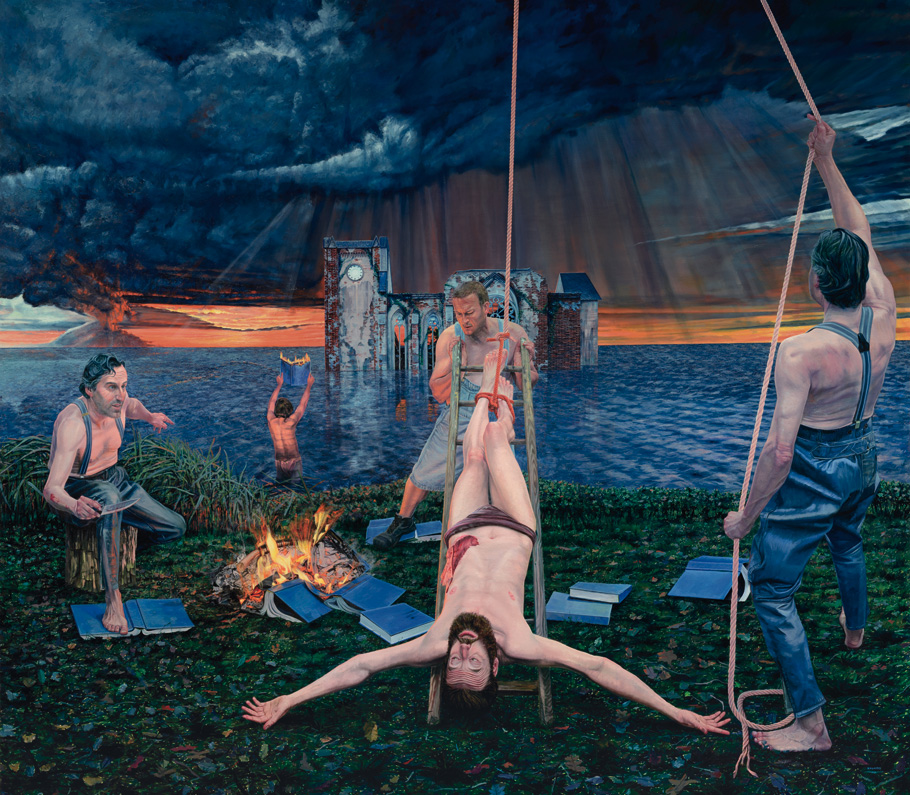